# Hyopsodus
Hyopsodus is een uitgestorven hoefdierachtig zoogdier uit de familie Hyopsodontidae. Dit dier was een omnivoor die tijdens het Laat-Paleoceen en Eoceen in Noord-Amerika, Europa en Azië voorkwam.

## Kenmerken
Hyopsodus was min of meer te vergelijken met de hedendaagse wezels en hermelijnen wat betreft formaat, lichaamsbouw en aanpassingen. Het lichaam was lang en slank en ongeveer dertig centimeter lang met een staart van ongeveer vijftien centimeter lang. De poten waren kort met geklauwde voeten. Hyopsodus was een snel bewegend dier dat net als wezels in staat was om te graven, in holen te leven en te klimmen in bomen, maar voor geen van deze mogelijkheden specifieke aanpassingen had. Analyse van een afgietsel van een schedel van de Amerikaanse Hyopsodus lepidus uit het Bridgerian heeft informatie opgeleverd over de hersenen van dit dier. Er is sprake van een mozaïek van archaïsche en gespecialiseerde karakteristieken, zoals respectievelijk de grote olfactoire bulbi en de relatieve reductie van het cerebellum ten opzichte van het cerebrum. De colliculus inferior, een deel van de hersenen dat een rol speelt bij het detecteren van de positie van akoestische stimuli, is sterk ontwikkeld. Dit wijst mogelijk op een vorm van echolocatie die ook bij enkele gravende en nachtactieve spitsmuizen en tenreks voorkomt.

## Fossiele vondsten
De oudste fossielen van Hyopsodus zijn gevonden in Wyoming en dateren uit het Clarkforkian. In het Eoceen was het dier wijdverspreid over de noordelijke continenten met fossiele vondsten in de Verenigde Staten (onder meer de Willwood- en San José-formaties), Canada, Mexico, Frankrijk, Engeland, China en Mongolië. In Noord-Amerika overleefde Hyopsodus tot in het Duchesnean. Op verschillende fossielenlocaties uit het Vroeg- en Midden-Eoceen in de westelijke Verenigde Staten is Hyopsodus het algemeenste zoogdier.